# Tigrék
A tigrék egy Északkelet-Afrikában, elsősorban Eritrea területén élő népcsoport. Nem keverendők össze az Eritrea népességének kb. felét kitevő és Etiópiában is élő tigrinya népcsoporttal.

## Lakóhelyük
A tigrék muszlim vallású nomád állattenyésztők. Eritrea északi, nyugati és tengerparti alföldjein, valamint Szudán tengerparti területein élnek.

## Nyelv és írás
Nyelvük a sémi nyelvek közé tartozó tigré, mely a ge'ez nyelvből alakult ki. a tigré nyelvet Eritreában kb. 1 050 000 ember beszéli (2006). A nyelvnek írott emlékei nincsenek. Ma  Eritreában a ge'ez és az arab ábécét is használják leírására.

## Külső hivatkozások
- Awkir (angolul)
- Modaina Archiválva 2014. február 2-i dátummal a Wayback Machine-ben (angolul)

## Fordítás
- Ez a szócikk részben vagy egészben  a   Tigre people című angol Wikipédia-szócikk fordításán alapul.  Az eredeti cikk szerkesztőit annak laptörténete sorolja fel. Ez a jelzés csupán a megfogalmazás eredetét és a szerzői jogokat jelzi, nem szolgál a cikkben szereplő információk forrásmegjelöléseként.